# Drnholec (zámek)
Zámek Drnholec se nachází ve východní části městyse Drnholec v okrese Břeclav. Jednokřídlý dvoupatrový renesanční zámek stojí na skalní ostrožně vybíhající nad levý břeh řeky Dyje. Vznikl přestavbou staršího hradu během 16. století za panství Tiefenbachů a následně stavební úpravou ve 30. letech 19. století. Zámek je chráněn jako kulturní památka.

## Historie
Skalní ostroh nad (po regulaci řeky zaniklým) meandrem řeky Dyje při moravsko-rakouské hranici byl významným strategickým bodem, kde pravděpodobně již ve 40. letech 13. století stával hrad. V polovině 13. století náležel Vilémovi a Oldřichu z Drnholce. Hrad je výslovně písemně zmiňovaný roku 1277. Následně prodělal časté změny majitelů, až ho koncem 14. století získali Lichtenštejnové. Ti v 16. století započali jeho přestavbu, která se nesla v duchu posílení obranyschopnosti proti tureckým nájezdům. Dobové prameny ho však již v polovině 16. století uvádějí jako zámek.
V roce 1578 koupil drnholecké panství císařský vojevůdce a diplomat Kryštof z Tiefenbachu. Ten kolem roku 1585 nechal pevnost přebudovat do podoby dvoupatrového renesančního zámku půdorysu L. Na přestavbě se podíleli italští kameničtí mistři Antonio Silva a Elia Canevale. S úpravami zámku pokračovali Kryštofovi potomci pravděpodobně až do první třetiny 17. století. Rudolf z Tiefenbachu, poslední člen této větve rodu, nechal vytvořit fideikomis, který po jeho smrti převedl drnholecké panství na šlechtickou vojenskou nadaci.
Roku 1708 získal panství rod Trautmansdorffů. Během jejich držení zámek pravděpodobně nebyl nijak výrazněji upravován. Po vymření Trautmansdorffů přešlo panství do vlastnictví Ferdinandova šlechtického konviktu v Olomouci a následně roku 1828 do správy Tereziánské vojenské akademie ve Vídeňském Novém Městě. Roku 1837 podstoupil rozsáhlou přestavbu, při které došlo k ubourání severního křídla s věží. Severní strana byla následně znovu dostavěna do podoby odpovídající jižnímu křídlu a zámek tím získal svoji dnešní podobu. Tereziánské akademii patřil zámek i s panstvím až do roku 1918, poté připadl do vlastnictví československého státu. Následně zde získalo sídlo ředitelství státních statků, které zde hospodařilo až do 90. let. Zámek využíval také MNV.
Po roce 1989 získal zámek soukromý majitel. Chátrající zámek vyžadující nákladnou rekonstrukci je již několik let neúspěšně nabízen k prodeji.

## Stavební podoba
Zámek Drnholec se nachází na skalní ostrožně vybíhající nad levý břeh řeky Dyje, na východním okraji městyse Drnholec. Jedná se o dvoupatrovou stavbu palácového typu a nepravidelného obdélného půdorysu. Severovýchodní průčelí situované do nádvoří nese uprostřed nízký trojosý rizalit, členěný pilastry a završený trojúhelníkovým štítem. Protější jihozápadní průčelí má uprostřed odskočení v šíři pěti okenních os. Boční průčelí mají západní rohy zaoblené do nárožních rizalitů. Klasicistní fasádu člení kordonové římsy. Fasádu přízemí tvoří vodorovná bosáž, fasády pater jsou hladké. Okna přízemí a prvního patra mají protáhlý tvar, v patře jsou zakončená nadokenními římsami.
Hlavní vstup je z nádvoří a ústí do mohutného čtyřramenného schodiště. V přízemí se nacházejí neckovitě zaklenuté místnosti, zdobené cennými pozdně renesančními štukaturami z konce 16. století.
Přístup k zámku je přes cihlový renesanční most, překonávající příkop. Za mostem stojí trojosá renesanční brána z let 1578–1582, jejími autory jsou pravděpodobně mistři Antonio Silva a Elia Canevale.